# Our Christmas
Our Christmas är ett julalbum av den svenska supergruppen Sanna, Shirley, Sonja, bestående av Sanna Nielsen, Shirley Clamp och Sonja Aldén släppt 19 november 2008. Albumet, som toppade den svenska albumlistan innehåller bland annat den då nyskrivna julsången Another Winter Night.

## Låtlista
1. Another Winter Night - Sanna Nielsen, Shirley Clamp & Sonja Aldén (3:27)
2. All I Want For Christmas Is You - Sanna Nielsen (4.11)
3. Oh Holy Night (Cantique de Noël) - Shirley Clamp (4:50)
4. Ave Maria (Ellens dritter Gesang) - Sonja Aldén (5.01)
5. My Grown Up Christmas List - Sanna Nielsen, Shirley Clamp & Sonja Aldén (4:45)
6. The Christmas Song - Sanna Nielsen, Shirley Clamp & Sonja Aldén (4.18)
7. Have Yourself a Merry Little Christmas - Sanna Nielsen (3:59)
8. This Christmas - Shirley Clamp (3:29)
9. Driving Home for Christmas - Sonja Aldén (4:09)
10. Light a Candle - Sanna Nielsen, Shirley Clamp & Sonja Aldén (3.38)
11. Silent Night (Stille Nacht! Heilige Nacht!) - Sanna Nielsen, Shirley Clamp & Sonja Aldén (3:56)
12. The First Noel - Sanna Nielsen, Shirley Clamp & Sonja Aldén (3:25)

## Listplaceringar
| Lista (2008) | Topplacering |
| ------------ | ------------ |
| Sverige      | 1            |